# Flughafen Bari

i7
i11
i13
Der Flughafen Bari (italienisch Aeroporto di Bari-Palese “Karol Wojtyla”; IATA-Code: BRI, ICAO-Code: LIBD) ist der Flughafen der italienischen Großstadt Bari, der Hauptstadt der Region Apulien. Er wurde Ende 2005 nach dem verstorbenen Papst Johannes Paul II. (Karol Wojtyla) benannt. Flughafenbetreiber ist das Unternehmen Aeroporti di Puglia S.p.A. mit Sitz in Bari.

## Lage und Verkehrsanbindung
Der Flughafen liegt neun Kilometer westlich der Innenstadt von Bari.
Er ist mit einer eigenen Ausfahrt an die Schnellstraße SS 16 Bari-Molfetta angebunden. Es gibt eine 2013 eröffnete Schienenverbindung, Teil des Servizio ferroviario metropolitano di Bari. Die Züge fahren von Bari Centrale und halten am Flughafen Bari. 
Die Anfahrt ist auch mit dem städtischen Bus Nr. 16 (AMTAB) möglich, sowie mit Shuttlebussen in Direktverbindung, unter anderem vom Hauptbahnhof Bari Centrale.

## Geschichte
Das Flugfeld Mare Isabella war von 1909 bis 1914 der erste Flugplatz der Stadt Bari. Hier wurde auch einer der ersten Aeroclubs Italiens gegründet. Nach Ausbruch des Ersten Weltkrieges beschloss man die Verlegung an den heutigen Standort Palese-Macchie, der strategisch etwas günstiger lag. Der neue Flugplatz wurde Ende der 1920er Jahre modernisiert und am 12. Oktober 1930 als Militärflugplatz Umberto di Savoia wiedereröffnet. 1934 weihte man ein Abfertigungsgebäude für den zivilen Linienverkehr ein. Von 1944 bis 1946 wurde der Flugplatz von alliierten Luftstreitkräften genutzt und anschließend wieder an die italienische Luftwaffe zurückgegeben. Diese öffnete ihn 1960 wiederum für den zivilen Verkehr. Alitalia und ihre Tochter ATI richteten etliche Inlandsverbindungen ein, insbesondere nach Rom. Für die neuen Düsenflugzeuge reichte die Länge der bisherigen Start- und Landebahn (12/30) bald nicht mehr aus, weswegen in den 1970er Jahren der Bau der noch heute genutzten Piste 07/25 beschlossen wurde. 1981 nahm man ein neues Terminal in Dienst, welches zur Fußball-Weltmeisterschaft 1990 modernisiert und erweitert wurde. Bereits zur Weltmeisterschaft sollte der Flughafen einen Bahnanschluss erhalten, ein Projekt, dessen Umsetzung sich lange verzögerte. Nach weiteren Renovierungen im Jahr 2000 folgte von 2002 bis 2005 der Neubau des Terminals, die Errichtung eines neuen Kontrollturmes, der Ausbau des Vorfeldes, der Rollwege und der Start- und Landebahn. Der im Osten gelegene militärische Teil mit der alten, 1680 Meter langen Start- und Landebahn 12/30 wurde vom übrigen Flughafengelände abgetrennt. Langfristig soll der militärische Teil, auf dem sich noch verschiedene Kommandostellen der italienischen Luftwaffe sowie ein Flüchtlingslager befinden, einer zivilen Nutzung zugeführt werden. Weitere Um- und Ausbauten des Flughafens sind geplant. Im Februar 2015 wurden Arbeiten an einer Terminalerweiterung abgeschlossen, im März 2018 die Start- und Landebahn 07/25 saniert und auf 3000 Meter verlängert.
Apulien bildete luftfahrthistorisch das Sprungbrett Italiens in den Orient. Aus diesem Grund gibt es in dieser Region noch immer eine starke Konzentration von Zivil- und Militärflugplätzen. Die Betreibergesellschaft Aeroporti di Puglia betreibt neben dem Flughafen von Bari auch den Verkehrsflughafen Brindisi-Casale sowie die Flughäfen von Tarent und Foggia. Der Flughafen von Bari ist zusammen mit dem Flughafen Brindisi-Casale der wichtigste in der Region Apulien, Tarent und Foggia haben hingegen nur regionale Bedeutung. Darüber hinaus gibt es Militärflugplätze in Amendola bei Foggia, in Gioia del Colle und bei Lecce. Tarent-Grottaglie ist auch Marineflieger-Stützpunkt und auch Brindisi hat einen militärischen Teil. Bei Lecce liegt der kleine Zivilflugplatz Lecce-San Cataldo.

## Fluggesellschaften und Ziele
Die meisten Flüge ab Bari sind Inlandsverbindungen in Italien und Verbindungen mit europäischen Städten. Von fast allen größeren Flughäfen Deutschlands gibt es Flüge nach Bari. Ryanair unterhält auf dem Flughafen Bari eine Basis und bietet die meisten Flüge an. Weitere bedeutende Fluggesellschaften vor Ort sind Eurowings, Volotea, Air Europa, ITA Airways, Lufthansa CityLine und Air Dolomiti sowie easyJet, British Airways und Iberia (Stand Januar 2018).

## Zwischenfälle
- Am 30. Oktober 1972 wurde eine Fokker F-27-200 der italienischen Aero Trasporti Italiani (ATI) (Luftfahrzeugkennzeichen I-ATIR) auf dem Weg von Rom nach Bari bei Poggiorsini in einen nur 440 Meter hohen Hügel geflogen, noch 35 Kilometer vom Flughafen Bari entfernt. Bei diesem CFIT (Controlled flight into terrain) wurden alle 27 Menschen an Bord getötet wurden, drei Besatzungsmitglieder und 24 Passagiere.[3]

## Verkehrszahlen
| Jahr | Fluggastaufkommen | Luftfracht (Tonnen) (mit Luftpost) | Flugbewegungen |
| ---- | ----------------- | ---------------------------------- | -------------- |
| 2019 | 5.545.588         | 2.273                              | 45.885         |
| 2018 | 5.030.760         | 1.762                              | 42.596         |
| 2017 | 4.686.018         | 1.572                              | 40.573         |
| 2016 | 4.322.797         | 2.207                              | 39.108         |
| 2015 | 3.972.105         | 2.000                              | 36.886         |
| 2014 | 3.677.160         | 2.061                              | 32.638         |
| 2013 | 3.599.910         | 2.033                              | 32.993         |
| 2012 | 3.780.112         | 1.999                              | 36.208         |
| 2011 | 3.725.629         | 2.131                              | 36.873         |
| 2010 | 3.398.110         | 2.402                              | 35.632         |
| 2009 | 2.825.456         | 2.054                              | 31.857         |
| 2008 | 2.493.333         | 3.901                              | 32.747         |
| 2007 | 2.368.313         | 4.040                              | 31.352         |
| 2006 | 1.972.926         | 3.445                              | 27.294         |
| 2005 | 1.659.323         | 3.896                              | 23.158         |
| 2004 | 1.779.074         | 4.269                              | 24.809         |
| 2003 | 1.457.758         | 3.740                              | 22.995         |
| 2002 | 1.259.290         | 4.915                              | 20.860         |
| 2001 | 1.164.361         | 5.417                              | 23.173         |
| 2000 | 1.251.682         | 4.709                              | 24.528         |

## Bilder

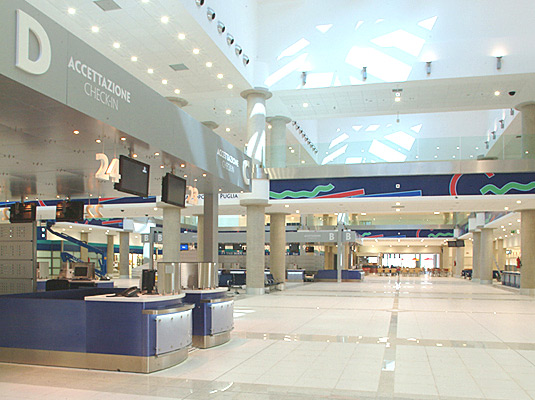
Im Terminal (Abflug)
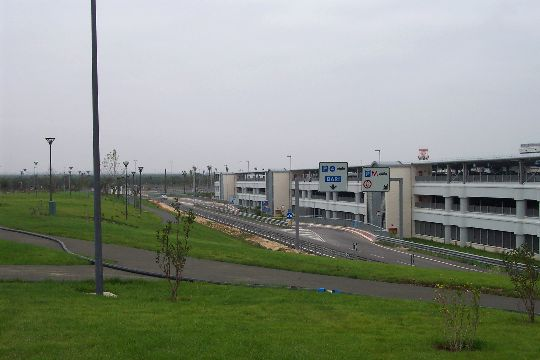
Parkhaus
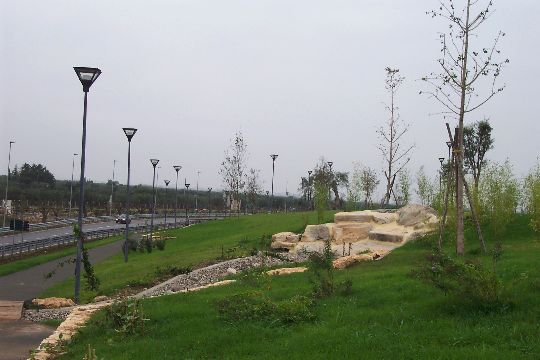
Flughafen-Park
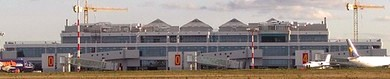
Terminal Außenansicht
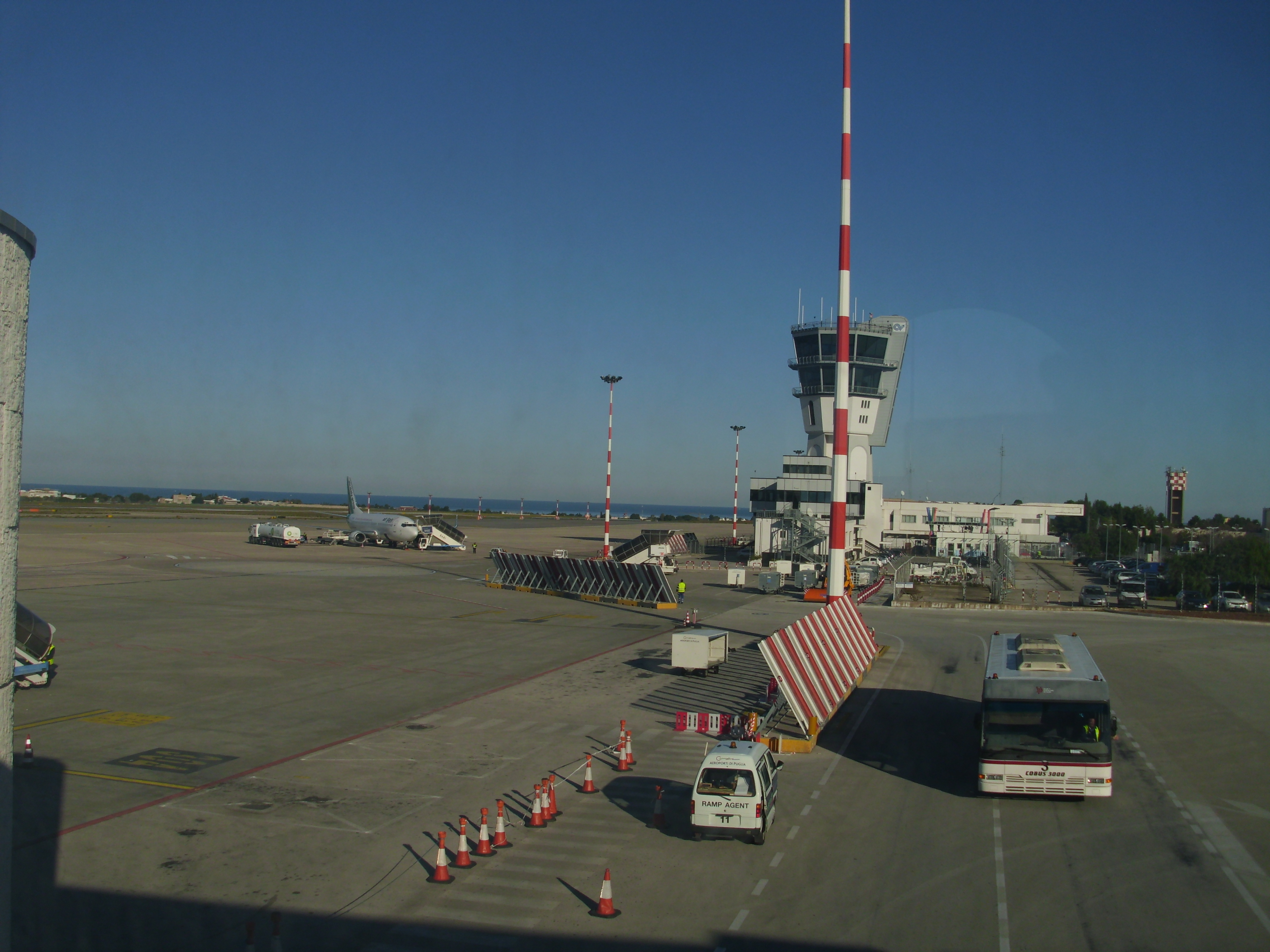
Rollfeld Flughafen Bari